# 65685 Behring
65685 Behring è un asteroide della fascia principale. Scoperto nel 1990, presenta un'orbita caratterizzata da un semiasse maggiore pari a 2,7207954 UA e da un'eccentricità di 0,1100775, inclinata di 4,02386° rispetto all'eclittica.
L'asteroide è dedicato al batteriologo Emil Adolf von Behring.